# Olympische Sommerspiele 1996/Teilnehmer (Bangladesch)
| Gelbes Symbol für Goldmedaillen mit stilisierten Olympischen Ringen | Graues Symbol für Silbermedaillen mit stilisierten Olympischen Ringen | Braundes Symbol für Bronzemedaillen mit stilisierten Olympischen Ringen |
| ------------------------------------------------------------------- | --------------------------------------------------------------------- | ----------------------------------------------------------------------- |
| —                                                                   | —                                                                     | —                                                                       |

Bangladesch nahm bei den Olympischen Sommerspielen 1996 zum vierten Mal an Olympischen Sommerspielen teil. Die Mannschaft bestand aus vier Sportlern, drei Männern und einer Frau. Sie starteten in vier Wettbewerben in drei Sportarten. Die jüngste Teilnehmerin war die Leichtathletin Nilufar Yasmin mit 21 Jahren und 32 Tagen, der älteste war der Schütze Saiful Alam mit 27 Jahren und 268 Tagen. Die Fahne Bangladeschs wurde während der Eröffnungsfeier am 19. Juli 1996 von Saiful Alam in das Olympiastadion getragen.

## Teilnehmer
| Name           | Alter | Geschlecht | Sportart       | Resultat(e)                               |
| -------------- | ----- | ---------- | -------------- | ----------------------------------------- |
| Saiful Alam    | 27    | männlich   | Schießen       | Platz 33 mit dem Luftgewehr               |
| Karar Rahman   | 21    | männlich   | Schwimmen      | Platz 44 über 100 Meter Brust             |
| Bimal Tarafdar | 22    | männlich   | Leichtathletik | Platz 7 im zweiten Vorlauf über 100 Meter |
| Nilufar Yasmin | 21    | weiblich   | Leichtathletik | Platz 36 in der Weitsprung-Qualifikation  |